# Flor Isava Fonseca
Flor Isava Fonseca (sinh ngày 20 tháng 5 năm 1921) là một  nữ vận động viên, nhà báo và nhà văn cũng như thành viên nổi bật của xã hội Venezuela.
Trong nhiều năm, cô là phó chủ tịch Hội Chữ thập đỏ Venezuela, theo bước chân của mẹ cô, người đã được bổ nhiệm làm chủ tịch của tổ chức này nhiều năm trước. Cô cũng là một thành viên tích cực của ủy ban báo chí liên kết của Venezuela và đã dành nhiều thời gian và nỗ lực của mình để giúp đỡ người nghèo, người mù và tù nhân từ khắp nơi trên đất nước. Cô đã kết hôn hai lần, lần đầu tiên với nhân vật truyền thông Venezuela Luis Teófilo Núñez Arismendi, người mà cô có ba đứa con và sau đó đến Domingo Lucca Romero.
Năm 1981 Isava-Fonseca và người Phần Lan Pirjo Häggman là những người phụ nữ đầu tiên được bầu vào Ủy ban Olympic quốc tế. Cô là người phụ nữ đầu tiên phục vụ trong ban điều hành vào năm 1990.